# Andreas Klöden
Andreas Klöden (født 22. juni 1975 i Mittweida, Tyskland) er en tysk tidligere professionel cykelrytter. Hans professionelle karriere begyndte i 1998, to år efter hans bronzemedalje i U23-verdensmesterskaberne i enkeltstart, og desuden vandt han to etaper i Rheinland-Pfalz Rundfahrt i 1997.

## Biografi
Klöden skrev kontrakt med Team Deutsche Telekom (senere T-Mobile) i 1998, og i sin første pro-sæson vandt han Niedersachsen Rundfahrts samlede klassement og plogoen på Normandiet Rundt. I 1999 vandt Klöden en etape i det portugisiske Tour of Algarve. Men den første rigtig store sæson kom i 2000, hvor han vandt to store sejre i Paris-Nice og Baskerlandet Rundt. Han deltog også i OL 2000 i Sydney, hvor han stillede op i enkeltstart og blev nummer 12, samt i linjeløbet, hvor han 25 km før mål kom i udbrud sammen med landsmanden Jan Ullrich og kazakhiske Aleksandr Vinokurov, der alle tre var fra Deutsche Telekom (senere T-Mobile). De tre arbejdede godt sammen og kom i mål mere end et minut før feltet. Ullrich var holdkaptajn på Deutsche Telekom, og han vandt sikkert med nogle sekunder foran Vinokurov, der fik sølv, og Klöden på tredjepladsen.
Efter denne store sæson kom tre skadesplagede sæsoner, i hvilke han ikke vandt nogle sejre. I 2004 fik han så sin genfødsel, idet han vandt de tyske mesterskaber i landevejscykling og fortsatte dermed T-Mobile/Team Telekoms sejrsstime, der går helt tilbage til Bernd Grönes sejr i 1993. Klöden holdt formen til Tour de France 2004, der begyndte en uge senere. I den Tour, hvor han begyndte som hjælperytter for Ullrich, vandt han ikke nogle etapesejre – men blev nummer to samlet, efter at have taget andenpladsen fra italienske Ivan Basso på den sidste enkeltstart. Ullrich, som Klöden skulle hjælpe, sluttede som nummer fire. Klödens placering foran Ullrich i klassementet gav ham international opmærksomhed, og rygterne ville vide, at han skiftede til Team Gerolsteiner eller Illes Balears, hvor han ville være blevet holdkaptajn, men i stedet blev han på T-Mobile med Ullrich. Hen deltog også i landevejsløbet ved OL samme år, men udgik af dette løb.

### 2005
I 2005-sæsonen vandt Klöden en etape i Bayern Rundfahrt. Klöden blev, såvel som holdkammeraterne Ullrich og Vinokurov, set som en af de store favoritter til sejren i Tour de France 2005, med Ullrich som det bedste bud. Klöden hjalp til T-Mobiles succes i løbet, der endte med Ullrich på en tredjeplads, og Vinokurov som nummer fem. På ottende etape i Vosges-bjergene, angreb han halvvejs oppe på sidste stigning, og tog dermed bjergpointene efter at have indhentet udbryderen Pieter Weening kort før toppen. På vejen ned til målet i Geradmer, tabte han spurten i en af de tætteste spurte i Tour de France's historie (9,6 millimeter eller 0,0002 sekunder). Senere udgik han fra løbet på 17. etape i Revel, efter at have styrtet på 16. etape, hvor han brækkede en knogle i hans højre håndled.

### 2006
I Tour de France 2006 var Klöden nok en gang en af favoritterne til den samlede sejr, da hans ven Ullrich og rivalen Basso begge blev udelukket før starten. Vinokurov deltog heller ikke i denne Tour på grund af hans holdkammeraters dopingskandale, der forårsagede hans hold Team Astana til at miste så mange ryttere, at man ikke kunne stille op med de påkrævede seks ryttere. Efter en noget svag start i de første bjergetaper, viste Klöden dog formen i Alperne, hvor han kravlede op på en samlet tredjeplads foran Carlos Sastre. På 11. etape til Pla D'Beret blev Klöden sat af favoritgruppen og tabte omkring 1:30, og det kostede dyrt. På 15. etape kom han dog stærkt igen, idet han satte alle favoritterne, undtagen den senere dopingdømte Floyd Landis. På 16. etape kørte Klöden igen godt, og sluttede som nummer 4 på etapen. På 17. etape gik han dog ned igen på Col du Joux Plane, med kom igen på nedkørslen, hovedsageligt på grund af den hjælp, han fik fra holdkammeraten Patrik Sinkewitz. Efter diskvalificeringen af løbets umiddelbare vinder Floyd Landis står Klöden noteret for en 2. plads i 2006.
Den 27. august 2006 annoncerede Klöden, at han ville køre for Team Astana i 2007. Denne udmelding kom som noget af et chok for cykelverdenen, fordi Klöden, trods sit store talent, med stor sandsynlighed ville komme til at køre som hjælperytter for det Vinokurov-basede mandskab. Team Astana, og dermed Klöden, trak sig formelt fra Tour de France 2007 den 24. juli, da Vinokurov havde afgivet en positiv dopingtest.

### 2007
Andreas Klöden og resten af hans hold blev sendt hjem fra Tour de France på grund af kaptajn Alexander Vinokourov positive Doping A-prøve, ventede hele Team Astana bare på at se resultatet af B-prøven.